# Chinua Achebe
Chinua Achebe (16. studenog 1930. kao Albert Chinụalụmọgụ Achebe - 22. ožujka 2013.) nigerijski je pisac, pjesnik, profesor na američkom Sveučilištu Brown i kritičar. Njegovo je najpoznatije djelo Svijet se raspada (Things Fall Apart) iz 1958. godine koje se smatra temeljnim djelom moderne afričke književnosti.
Odrastao je u kršćanskoj obitelji u Igbo selu Ogidi na jugu Nigerije, te se uspjehom u školi izborio za sveučilišnu stipendiju. Postao je fasciniran svjetskim religijama i tradicionalnim afričkim kulturama, te je za studija počeo pisati. Nakon diplome radio je za nigerijsku radio-televizijsku kuću Nigerian Broadcasting Service te se preselio u Lagos. Stekao je svjetsku slavu romanom Things Fall Apart kasnih 1950-ih; slijedili su romani No Longer at Ease (1960.), Arrow of God (1964.), A Man of the People (1966.) i Anthills of the Savannah (1987.). Achebe je romane pisao na engleskom te branio njegovu upotrebu od onih koji su ga, kao jezik kolonizatora, smatrali neprimjerenim afričkoj književnosti. Godine 1975. izazvao je kontroverzu predavanjem An Image of Africa: Racism in Conrad's "Heart of Darkness" u kome je pisca Josepha Conrada optužio za rasizam.
Kada se pokrajina Biafra godine 1967. odcijepila od Nigerije, Achebe je postao vatreni zagovornik nezavisnosti i ambasador nove države. Tada je u zapadnim državama molio za pomoć kako bi pomogao svom narodu napaćenom ratu i glađu. Nakon završetka rata i nigerijskog preuzimanja Biafre, Achebe se kraće vrijeme bavio lokalnom politikom, ali je od nje odustao zgađen elitizmom i korupcijom. Neko vrijeme živio je u SAD, a godine 1990. se, nakon što je paraliziran u prometnoj nesreći, vratio u Nigeriju.
Achebeovi romani se najviše bave tradicijama i običajima Igbo društva, efektima dolaska kršćanstva, kao i sukobom različitih vrijednosnih sustava za i poslije kolonizaciji. Stil mu se temelji na narodnim pričama Igboa i kombinira standardno pripovijedanje s poslovicama i govorima. Osim romana pisao je i novele, dječje knjige i eseje. Kasnije je predavao jezike i književnost na Bard Collegeu u Annandale-on-Hudsonu u američkoj državi New York.

## Djela
Romani
- Things Fall Apart, (1958)
- No Longer at Ease, (1960)
- Arrow of God, (1964)
- A Man of the People, (1966)
- Anthills of the Savannah, (1987)

Novele
- "Marriage Is A Private Affair", (1952)
- "Dead Men's Path", (1953)
- The Sacrificial Egg and Other Stories, (1953)
- "Civil Peace", (1971)
- Girls at War and Other Stories, (1973)
- African Short Stories (editor, with C.L. Innes), (1985)
- Heinemann Book of Contemporary African Short Stories (urednik, zajedno s C.L. Innesom), (1992)

Poezija
- Beware, Soul-Brother, and Other Poems, (1971) (
- Don't let him die: An anthology of memorial poems for Christopher Okigbo (urednik, zajedno s Dubemom Okaforom), (1978)
- Another Africa, (1998)
- Collected Poems, (2004)
- Refugee Mother And Child

Eseji, kritike i politički komentari
- The Novelist as Teacher, (1965)
- An Image of Africa: Racism in Conrad's "Heart of Darkness", (1975)
- Morning Yet on Creation Day, (1975)
- The Trouble With Nigeria, (1984)
- Hopes and Impediments, (1988)
- Home and Exile, (2000)

Dječje knjige
- Chike and the River, (1966)
- How the Leopard Got His Claws (with John Iroaganachi), (1972)
- The Flute, (1975)
- The Drum, (1978)

## Vanjske poveznice
- Stream of Achebe lecture, at University of Pennsylvania
- A long way from home Interview in the The Guardian, 10. srpnja 2007.
- Interview, online from CBC Words at Large (audio)
- Achebe reading his poetry
- The Ahiara Delcaration: The Principles of the Biafran Revolution  Arhivirana inačica izvorne stranice od 26. srpnja 2014. (Wayback Machine)